# Відкриття перших виробничих металів
Цивілізаційне значення відкриття металів

## Значення феномену відкриття металів
Феномен відкриття металів мав визначальний вплив на життя людського суспільства, розмежувавши його розвиток на «доісторичну» (кам'яна доба) та «історичну» епохи. Видобуток руд забезпечив людство принципово новими матеріалами, які мали невідомі раніше властивості (ковкість, плавкість) та важливі переваги (здатність до зміни форми, висока міцність, експлуатаційна довговічність). Це дозволило не тільки ефективно вдосконалювати наявні знаряддя, але й створювати їх численні нові типи, що відкрило можливості для технічного прогресу. Відомий американський етнограф Г. Морган стверджував: «Коли варвар, просуваючись крок за кроком вперед, відкрив самородні метали, почав плавити їх у тиглі й відливати в форми; коли він сплавив самородну мідь з оловом і створив бронзу й, урешті, коли ще більшим напруженням думки він винайшов горн і видобув із руди залізо — дев'ять десятих боротьби за цивілізацію було виграно».
Моделюючи давні виробничі процеси, учені порівнювали ефективність використання кам'яних і мідних знарядь. У результаті дійшли висновку про те, що продуктивність праці підвищується. при застосуванні міді для рубання дерев — у 3 рази, для тесання — у 6–7 разів, для свердління — у 22 рази (дослідження проф. С. Семенова). Особливе значення мали металеві знаряддя праці в землеробстві, де вони значно прискорили обробку землі, збирання врожаїв, спорудження іригаційних систем.
Ще більше знадобилися властивості металів для виготовлення зброї, зокрема мечів. Виникнення воєн, підкорення племен і народів, становлення державного устрою значною мірою уможливились завдяки перевагам мідної зброї. Одним з результатів становлення гірничо-металургійного виробництва став міжнародний розподіл праці й розвиток на цій основі розгалуженої системи комунікацій давнього світу (транспортування руд, металів та виробів із них). Пошук та розробка нових родовищ сприяли міграції населення, заселенню й освоєнню віддалених земель. Помітно вплинули метали на розвиток торгівлі, оскільки були першими універсальними еквівалентами засобів торговельного обміну. Цивілізаційні зміни, викликані гірничо-металургійною діяльністю, мали глобальний характер і поєднували як технологічні, так і соціальні складові розвитку суспільства.
Унікальне явище пізнання і освоєння руд та їх металургійної переробки є одним із найбільш високих і загадкових проявів колективного людського генія. «Чому це взагалі відбулося? Чому людські істоти нині не живуть так, як в епоху мезоліту?», — ставив питання відомий дослідник первісної людини Р. Брейдвуд. Відповідь на нього, яка ще формується історичною наукою, являє наріжний камінь історії людства.

## Передумови освоєння руд і металів
Є чимало підстав стверджувати, що відкриття металів пов'язано з багатовіковим досвідом попередньої гірничої діяльності людства, з виокремленням в неоліті особливих спільнот архаїчних гірників («мисливців за каменем»), накопиченням і розвитком у цих професійних спільнотах перших знань про метали. На певному етапі розвитку гірничого досвіду (збирання зразків самородних металів та руд, виявлення їх пошукових ознак, пізнання властивостей, формування відповідних сакральних звичаїв) з'явилася творча ідея нового матеріалу — «ковкого», а пізніше «плинного каменю» (металу). Вона була осмислена й реалізована гірничими угрупованнями, що передавали з покоління в покоління досягнення гірничого мистецтва.
На користь концепції розвитку добування міді як єдиного гірничо-металургійного комплексу свідчать численні археологічні розкопки давніх рудників, які пов'язують збагачення руд, плавлення металу, навіть виготовлення металевих знарядь з гірничодобувною діяльністю. Розміщення найдавніших металургійних споруд поблизу гірничих виробок, характер спільних поселень гірників-металургів, сумісне розташування гірничих та металургійних знарядь праці, збагачувальних та плавильних ділянок дають підстави стверджувати, що гірники й металурги тривалий час були єдиною спільнотою, яка бере початок в діяльності неолітичних шахтарів. Показово, що ця традиція поєднання гірничо-металургійної діяльності чітко простежується до пізнього Середньовіччя і напевно найбільш рельєфно відображена у фундаментальній праці Георгіуса Агріколи «De Re Metallica» (1556 р.) — першій європейській енциклопедії з гірництва та металургії. Те, що пов'язуює рудокопів з їхніми попередниками (добувачами каменів), помітне в подібних технологіях спорудження копалень, способах руйнування порід, майже тотожних гірничих знаряддях, навіть у обов'язковому заповненні виробленого простору пустою породою. Останній чинник, характерний як для кременевих, так і для мідних шахт, особливо показовий, оскільки зазначена технологія не є виробничо необхідною, і є радше відображенням певної культурної традиції.
Існує також гіпотеза, згідно з якою освоєння металів пов'язане із спостеріганням поодиноких подій плавлення міді з грудок руди, що несподівано потрапляли в багаття первісної людини. Першовідкривачами металів, за цією версією, є давні мисливці чи скотарі, які неочікувано стали свідками самочинного витоплення міді. Однак, наукові реконструкції давніх способів плавлення міді свідчать про виключно низьку ймовірність випадкового витоплення міді у звичайному багатті навіть з найбільш легкоплавких руд. Таким же малоймовірним є припущення успішних пошуків руд і вдалих плавлень, здійснених необізнаними, випадковими людьми. Ця версія ніяк не пояснює, чому за десятки тисячоліть діяльності Homo sapiens «випадки» самочинного витоплення міді були «помічені» й використані лише в неоліті.

## Основні етапи освоєння перших металів
До основних етапів оволодіння першими металами належать:
- ознайомлення з самородною міддю, виявлення її ковкості й збільшеної пластичності при нагріванні; розвиток методів пошуку самородків; холодне кування самородних металів — перша форма металургії;
- засвоєння зв'язку між металом і рудою, виявлення пошукових ознак та способів розробки рудних мінералів, визначення шляхів збагачення руд та умов витоплення міді, винахід високотемпературного палива (деревного вугілля), створення плавильних печей, тиглів, ливарних форм;
- відкриття руд арсену, олова, срібла, свинцю, стибію; дослідження їх впливу на зміну властивостей мідних сплавів; плавлення бронз (високоміцних мідних сплавів).

Перш за все давні гірники використовували мідні руди, які легко помітити, добути й розплавити. Природне збагачення первинних сульфідних руд міді шляхом вивітрювання й розпаду порід сприяло появі їх окиснених похідних — малахіту, азуриту, куприту та хризоколи, які залягають, як правило, на малих глибинах (іноді виходять на поверхню) і мають яскравий помітний колір. Вивітрювання частини шкідливих речовин (сірки та ін.) зробило окиснені руди більш легкоплавкими.
Оскільки самородна мідь містилася саме в подібних рудах, а відокремити її без подрібнення породи не завжди можна було, то й самі грудки руди ставали предметом видобутку. Знаючи про здатність вогню руйнувати гірську породу, давні гірники, імовірно, намагалися вилучити самородну мідь з руди шляхом її нагріву в первісних печах. Можна припустити, що при розтріскуванні рудних каменів гірники, крім самородної міді, могли іноді спостерігати витоплення краплин міді безпосередньо з грудок руди. З часом зрозуміли, що руда містить, окрім помітних вкраплень та гнізд самородної міді, якісь невидимі оку металеві частинки, які можна «вивільнити» під час особливого випалювання рудних каменів. Ці знання сприяли пошукам і металургійній переробці характерних руд, які вже не включали безпосередньо самородну мідь, але давали метал при витопленні.
Численні спроби плавлення руд виявили важливі особливості витоплення: краплі металу з'являлися на рудному камені тільки з боку контакту з деревним вугіллям за умови спрямованого повітряного дуття (оксиди міді спроможні віддавати свій кисень в умовах вельми високих температур виключно вуглецю). Це привело до застосування тліючого деревного вугілля та розміщення подрібненої мідної руди в його товстому шарі. Здобутий досвід допоміг створити два основоположні металургійні винаходи — конструкцію плавильної печі з подаванням повітря в осередок горіння та спосіб отримання високотемпературного палива і одночасно — відновлювача (деревного вугілля).
Перші печі, які споруджували для одноразового витоплення, — це невеликі заглибини в ґрунті, які обкладали високими, пласкими каменями або пасом кам'яного муру. Припускають, що в разі розміщення печей в зонах регулярних потужних вітрів (наприклад, в ущелинах гір) потрібну температуру витоплення (700—8000 °C) можна було забезпечити без примусового штучного дуття повітря. Але лише його використання змогло гарантувати високі температури витопу й уможливлювало стабільний перебіг металургійних процесів.
Спочатку процес дуття здійснювали силою легенів людини, використовуючи порожнисту трубку (тростину), кінець якої, щоби вберегти від займання, оснащували соплом (глиняною насадкою). Сопло спрямовували в нижню частину печі. Для забезпечення потрібного об'єму повітря кілька осіб вдували його одночасно.
Важливим винаходом, який проіснував у металургії протягом кількох тисячоліть, було створення міхів для повітряного дуття. Здавна для зберігання рідких та сипких речовин люди використовували міхи зі шкур тварин (бурдюки), які й послужили основою для нагнітальних пристроїв. Зазвичай шкуру вівці зшивали особливим чином, причому три нижні отвори зав'язували, а в четвертий вставляли сопло. До шийного отвору кріпили дві планки, що забезпечувало рух повітря, коли відкривали й закривали міх. З часом конструкція зазнала деяких змін — дві дерев'яні пласкі лопаті поєднували шкіряними складчастими стінками.
На ефективність процесу витоплення суттєво впливало паливо, яке мало забезпечити високу температуру й одночасно — відновлювальне середовище. Людина навчилася перетворювати звичайну деревину на деревне вугілля, яке давало в 2—3 рази більше тепла, ніж однакова за вагою кількість сухої деревини. Виготовлення деревного вугілля здійснювали шляхом випалення дров в умовах недостатнього доступу повітря. Наведемо фрагмент з опису цього процесу, зроблений філософом-енциклопедистом античності Теофрастом: «Деревина для вугілля повинна бути вологою. Для випалення вибирають і рубають дровини прямі й гладкі, тому що їх потрібно укласти якомога щільніше. Коли уся „пічка“ навкруги вкрита (шаром ґрунту, — авт.), дрова поступово підпалюють і ворушать їх жердинами». Для витоплення різних металів використовували вугілля з різних деревних порід.
Дерева, необхідні для виготовлення деревного вугілля, не завжди росли поблизу давніх рудень. Їх доставляли до місць видобутку руд або транспортували збагачену руду до лісових масивів, що було більш доцільним. У подальшому виникла практика, коли видобуток руди й заготівлю деревини здійснювали окремі експедиції, а плавлення металу й відливання виробів виконували в місцях великих поселень (поблизу численних споживачів, на перехрестях торговельних шляхів тощо). Ці обставини, поряд з організаційними та технологічними чинниками, започаткували поділ колись єдиної спільноти гірників-металургів, хоча тісна взаємопов'язаність цих груп була помітна аж до часів індустріалізації.

## Сакральна складова гірничо-металургійного мистецтва
Характеризуючи перші організаційні та світоглядні чинники освоєння міді, слід зазначити, що металургійне втручання у природу матеріалів сприймалося первісною людиною як містичне, дивовижне явище. Воно було наповнене символізмом Божественної сили. Архаїчні гірники відчували себе в постійному й безпосередньому контакті з потойбічним невидимим світом, який був для них не менш очевидним, ніж реальний світ. Є численні свідчення надзвичайно високої ролі факторів сакрально-магічного характеру в діяльності давніх гірників, які вказують на значний вплив служителів давніх магічних культів.
Об'єктивним підґрунтям для виникнення та поширення цих культів був значно більший (порівняно з іншою виробничою діяльністю) чинник непевності в результатах праці гірників-металургів. Ніколи не було достеменно відомо, чи виробка (результат важкої, тривалої й небезпечної праці) натрапить на рудний поклад, чи якісною виявиться руда, чи не очікує на гірника під землею обрушення покрівлі, затоплення або загазованість, чи забезпечать умови витоплення металу його ефективний вихід, чи виявиться бажаною кількість і якість металу? Імовірнісна природа явищ, з якими стикалися гірники у своїй виробничій діяльності, сприяла утвердженню містичних уявлень.
Серед характерних прикладів сакральної діяльності гірників назвемо ірраціональну традицію обов'язкового заповнення виробленого простору копалень пустою породою; залишені в неолітичних виробках солярні знаки як звернення до містичних покровителів; а також культ гірничих знарядь, який «допомагав» успішному веденню підземних робіт тощо. Показовими є численні культові поховання дрібних копитних тварин у гірничих виробках і на виробничих ділянках (імовірно як подяка богам за отримані багатства надр). Відома традиція поховання давніх гірників-металургів із залишеними знаряддями праці й багатою мідною рудою, що, певно, було своєрідною «візитною карткою» покійного, коли він переселявся в інший світ. Археологами реконструйовані магічні дії (побудова сакрального лабіринту траншей, застосування ворожильних кісток та ін.), які архаїчні гірники виконували задля виявлення місць закладення пошукових стовбурів.
Етноархеологи, що вивчали спосіб життя сучасних людських спільнот в умовах, наближених до первісного стану (племена Африки, Полінезії), свідчать, що виплавленню металу присвячено багато магічних ритуалів: вибір «санкціонованого духами» часу витоплення; освячення плавильного горна; поклоніння ковадлові; численні табу, яких дотримуються металург і коваль. Лише кілька чоловіків із племені володіли секретами металургійного мистецтва (за Р. Форбесом: «даної їм духами вогню силою перетворювати камені на метал»).
Логічно припустити, що перші гірничо-металургійні знання, які сприймалися як магічні, могли зберігатися й розвиватися найдавнішими кастами жерців, пов'язаних із гірничими спільнотами, і передавалися ними з покоління в покоління. Їхній авторитет і обрядова діяльність створювали ефективні стимули консолідації гірничої громади для ведення особливо працемістких і небезпечних підземних робіт, для численних повторів складних спроб виплавити метал (значна частина яких не давала бажаного результату).
З писемних джерел III тис. до н. е. відомо, що гірники-металурги Шумера належали храму й управлялися безпосередньо жерцями. Така практика мала місце в Давньому Єгипті, де існував культ покровительки гірників богині Хатхор. Імовірно, проєкція подібних відносин може бути обґрунтовано розповсюджена і на більш ранній період суспільного розвитку. Фактори сакрального світогляду первісної людини та консолідуючу роль служителів давніх культів слід розглядати як частину необхідних умов для започаткування металургійної діяльності.